# Rosettoxalis
Rosettoxalis (Oxalis deppei) är en växt inom släktet oxalisar och familjen harsyreväxter. Rosettoxalis är en tuvbildande art med fyrdelade blad på höga stjälkar med hjärtformade delblad, som är mörkgröna med rödbrun mitt. Blommorna är mörkrosa med gul mitt, och precis som bladen så sitter även dessa på höga stänglar, med cirka tio blommor samlade i knippen i toppen på stängeln. Den blommar från maj till långt in på hösten, och hos frodiga plantor kan blommorna vara tre centimeter i diameter. Plantan blir cirka 25 centimeter hög och bildar små knölar i jorden.
Namnet Oxalis kommer av grekiskans oxys som betyder sur, skarp och hals eller halos som betyder salt, och syftar på smaken hos bladen.

## Förekomst
Rosettoxalis kommer ursprungligen från Mexiko.

## Odling

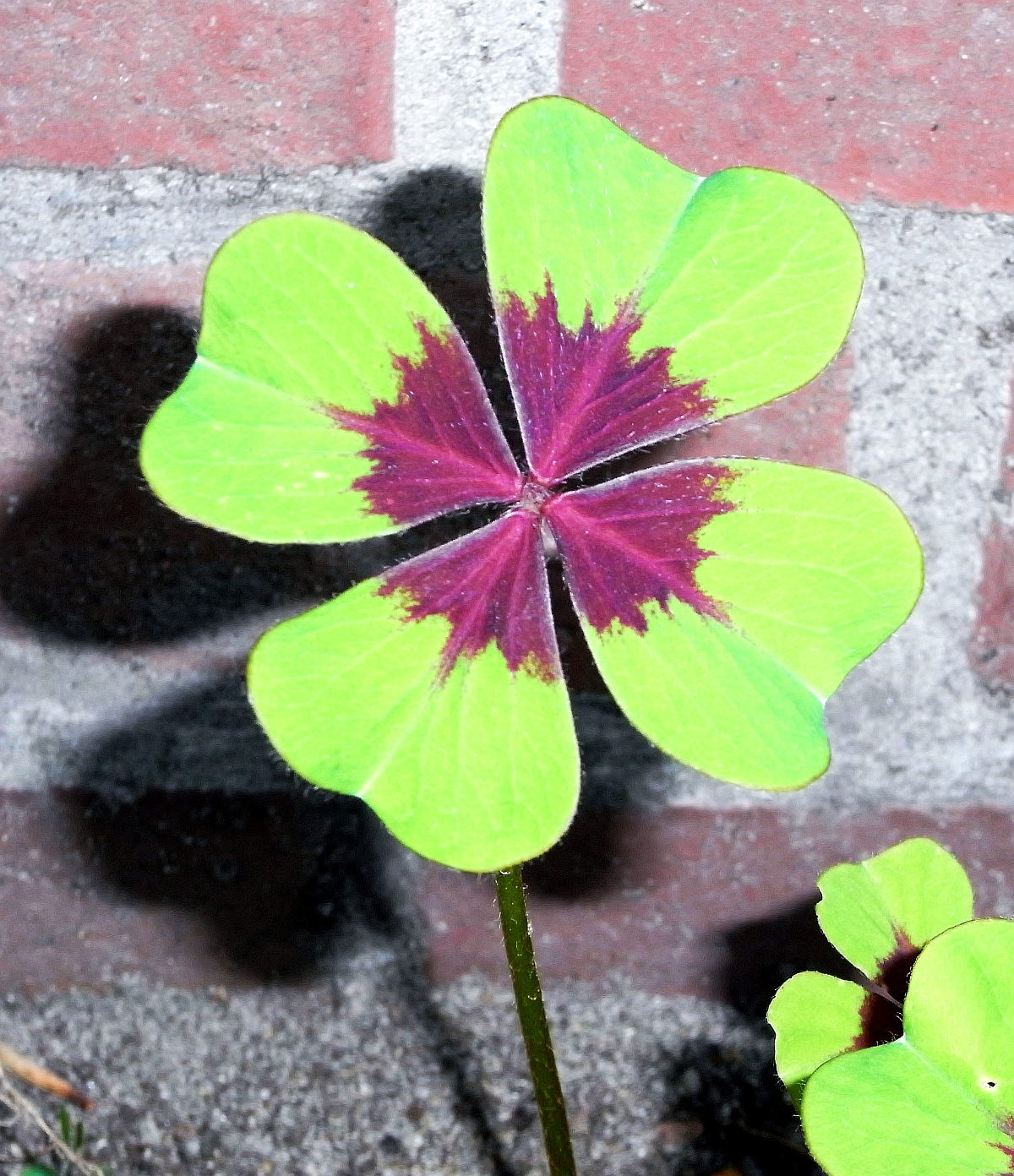

Rosettoxalis bör placeras ljust och soligt men kräver skydd mot det allra starkaste solljuset under vår och sommar. Vintertid vilar den och kan placeras alldeles mörkt. Bör vattnas så att jorden blir genomvattnad vid varje vattning och bör låtas torka upp däremellan. Vintertid vissnar bladen ner och den bör inte vattnas förrän fram på våren. Vattna med växtnäring en gång i veckan från vår till höst. Rosettoxalis trivs bäst om temperaturen ligger runt 18°C, men under hösten sänks temperaturen efter hand så att den är cirka 12°C när man slutar att vattna helt. Under vintern kan temperaturen få sjunka ner till 8°C. Våren är rätt tid för omplantering och knölarna tas upp, plockas isär och planteras igen i ny jord. Växten kan angripas av bladlöss. Trivs bra på en skyddad plats utomhus under sommaren. Finns i butikerna under vår och sommar främst. Förökas enklast genom att knölarna separeras från varandra och planteras med några stycken i varje kruka cirka fem centimeter djupt.